# 针果芹属
针果芹属（学名：Scandix）是伞形科下的一个属，为一年生草本植物。该属共有15－20种，分布于地中海地区。